# Serhiy Rebrov
Serhiy Stanislavovych Rebrov (ucraniano: Сергій Ребров, nacido el 3 de junio de 1974 en Horlivka, Región de Donetsk) es un exfutbolista y entrenador ucraniano. Actualmente es el seleccionador de Ucrania.
Rebrov ganó fama internacional como compañero de ataque de Andriy Shevchenko en el Dinamo Kiev durante la década de 1990 y, desde agosto de 2017, es el máximo goleador de todos los tiempos de la Liga Premier de Ucrania junto con Maksim Shatskikh. Desde su debut en 1992, fue internacional en 75 ocasiones con Ucrania, anotando 15 goles y disputó la Copa Mundial de la FIFA 2006.
Terminó su carrera como jugador de fútbol profesional en 2009, después de lo cual trabajó como entrenador. En 2014 ocupó el cargo de entrenador interino en el Dinamo Kiev, y durante los siguientes tres años fue entrenador permanente. Fue el primero en ganar la Copa de Ucrania como jugador y entrenador. También pasó tres temporadas como entrenador del equipo húngaro Ferencváros desde 2018 hasta 2021.

## Carrera como jugador
Rebrov se unió al Shajtar Donetsk como juvenil en la temporada 1990-91. En agosto de 1992, él fue transferido al Dinamo de Kiev. Entre los años de 1992 y 2000, el convirtió un récord de 94 goles en 192 encuentros de la Liga Premier Ucraniana, y 18 goles en 35 encuentros de la Copa Ucraniana. Además convirtió 13 goles en un récord de 65 apariciones como internacional en ese período.
Rebrov anotó goles claves en competiciones europeas, de forma notable en las temporadas de 1997-98 y 1998-99 de la UEFA Champions League, incluyendo el famoso gol contra el FC Barcelona desde un ángulo muy cerrado. El Dinamo de Kiev llegó hasta semifinales en la UEFA Champions League en 1999 perdiendo ajustadamente contra el Bayern de Múnich, equipo contra el cual el Dinamo de Kiev ganara la Supercopa europea en 1975.
En junio del año 2000 él fue transferido al Tottenham Hotspur con un récord para el club de £11 millones. De todas formas, siguiendo la partida de George Graham en marzo de 2001, le fue muy difícil establecerse bajo las órdenes del nuevo entrenador Glenn Hoddle y fue cedido al Fenerbahçe, y subsecuentemente al West Ham United.
El 1 de junio de 2005, Rebrov se transformó en un jugador libre tras declinar continuar contrato. De todas formas, 2 días más tarde firmó por el Dinamo de Kiev, con la opción de extender contrato por 1 año más. En la temporada 2005-06, Rebrov hizo sentir su presencia el 22 de julio de 2005, cuando mediante un potente tiro anotó, convirtiendo el 4-0 contra el FC Stal Alchivsk. El jugador ucraniano también ha marcado en muchos encuentros de campeonato, extendiendo su récord nacional a casi 100 goles.
En la temporada 2007-08, estuvo mayormente como suplente, comenzando solo siete de dieciocho partidos antes de las vacaciones de invierno. Su contribución en algunos juegos fue muy criticado por la prensa. Se informó que Rebrov podría mudarse al Arsenal Kiev durante la ventana de transferencia. Sin embargo, bajo el nuevo entrenador Yuri Semin, Rebrov fue titular en todos los juegos y fue nombrado mejor jugador en la Copa Channel One de cierre de temporada. En febrero de 2008, el presidente del Dinamo, Ihor Surkis, declaró que el club estaba planeando conversaciones con Rebrov con miras a extender su contrato. Poco después, Rebrov recibió una oferta de un contrato de dos años del Rubin Kazán.
El 3 de marzo de 2008, el Dinamo anunció que Rebrov había firmado un contrato de dos años con el Rubin Kazán y se uniría al nuevo club al final de la temporada, en el verano de 2008. Con la temporada rusa comenzando en la primavera, Rubin finalmente acordó una compensación de $1 millón con los ucranianos por la liberación anticipada de Rebrov de su contrato. Formó parte del equipo que ganó la Liga Premier Rusa de 2008 por primera vez en la historia del Rubin, jugando en el centro del campo en 24 de los 30 partidos de liga de su equipo y anotando 5 goles.
El retiro de Rebrov se anunció el 20 de julio de 2009. Al mismo tiempo, se convirtió en asistente del entrenador en el equipo de reservas del Dinamo Kiev.

## Carrera internacional
Rebrov anotó el primer gol de Ucrania en la Copa del Mundo en su partido inaugural del grupo 9 de la clasificación para la Copa Mundial de la FIFA de 1998 en 1996, contra la selección de Irlanda del Norte. El partido en Belfast terminó 1-0 gracias a la contribución de Rebrov. Ucrania terminó segunda en el grupo detrás de Alemania, con Rebrov nuevamente anotando el gol de la victoria en otra victoria por 1-0 a domicilio ante Albania en marzo de 1997, y en casa del mismo equipo en agosto. Sus tres goles ayudaron a su equipo a llegar a los playoffs, donde perdieron 3-1 en el global ante Croacia.
Las hazañas del club de Rebrov le valieron un llamado a la selección nacional y un boleto para la Copa Mundial de la FIFA 2006 en Alemania, donde anotó un tiro de larga distancia contra Arabia Saudita mientras Ucrania avanzaba a los cuartos de final antes de caer ante la finalista Italia.
En el momento de su retiro el 20 de julio de 2009, era el cuarto jugador con más partidos internacionales en la historia de la selección nacional de Ucrania habiendo representado a su país 75 veces y fue el segundo goleador de todos los tiempos con 15 goles.

## Carrera como entrenador
El 17 de abril de 2014, Rebrov fue nombrado entrenador interino del Dinamo de Kiev. El 19 de mayo, tras la victoria en la Copa de Ucrania, fue oficializada su permanencia.

### Dinamo de Kiev
Durante el mandato de Rebrov como técnico, el club ganó dos títulos de la Liga Premier de Ucrania, dos títulos de la Copa de Ucrania y una Supercopa de Ucrania. En la temporada 2015-16, el equipo también pasó de la fase de grupos de la Liga de Campeones de la UEFA por primera vez en más de 15 años, a las rondas eliminatorias. La temporada anterior a Rebrov lideró a los ucranianos en una exitosa campaña de la UEFA Europa League 2014-15, que incluyó una memorable victoria por 5-2 sobre el Everton en el partido de vuelta de los octavos de final. Rebrov confirmó su renuncia como técnico el 31 de mayo de 2017 tras la expiración de su contrato, tras el último partido de la temporada del club contra el Chornomorets Odessa.

### Al-Ahli
Rebrov pronto volvió a ser entrenador y en junio de 2017, Rebrov fue nombrado entrenador del Al-Ahli de Arabia Saudita. Estuvo a cargo durante una temporada, hasta que finalmente fue despedido por no poder ganar la Liga Profesional Saudí.

### Ferencváros
El 22 de agosto de 2018, Rebrov fue nombrado entrenador del Ferencváros húngaro después de que el club no se clasificara para la UEFA Europa League 2018-19.
El 29 de septiembre de 2020, Rebrov llevó al Ferencváros a la fase de grupos de la Liga de Campeones por primera vez en un cuarto de siglo después de vencer al Molde FK. Las Águilas Verdes vencieron al Djurgårdens IF, Celtic y al Dinamo Zagreb en las tres rondas previas de clasificación para establecer un encuentro con los campeones noruegos. Después de un empate 3-3 en Noruega en el partido de ida, Ferencváros resistió para un empate 0-0 en Budapest en el partido de vuelta, lo que significó una victoria por goles de visitante y, por lo tanto, se aseguró la clasificación a la tierra prometida de la fase de grupos para la primera vez en 25 años.
El 4 de junio de 2021, Ferencváros anunció su renuncia como entrenador del club, agradeciéndole su contribución a la consecución de tres títulos de liga consecutivos y por haber llevado al club tanto a la fase de grupos de la UEFA Europa League, en 2019, como a la fase de grupos de la Champions League, al año siguiente.

### Al-Ain
El 7 de junio de 2021, Al-Ain de los Emiratos Árabes Unidos anunció su nombramiento como entrenador. En su primera temporada, logró el campeonato local y la Copa de Liga. El 28 de mayo de 2023 anunció su salida del club asiático tras la derrota de su equipo por 2-1 ante el Sharjah en la final de la Copa de Liga.

### Selección de Ucrania
El 7 de junio de 2023, fue oficializado como seleccionador de Ucrania y firmó un contrato hasta el final de la Copa Mundial de la FIFA 2026.El 26 de marzo de 2024, obtuvo la clasificación a la Eurocopa luego de vencer a Islandia por 2-1 en la Repesca.En dicha competencia, quedó eliminado en la fase de grupos después de ocupar el último lugar en el Grupo E.

## Clubes

### Como jugador
| Club              | País       | Año         | Partidos | Goles |
| ----------------- | ---------- | ----------- | -------- | ----- |
| Shajtar Donetsk   | Ucrania    | 1991 - 1992 | 26       | 12    |
| Dinamo de Kiev    | Ucrania    | 1992 - 2000 | 189      | 93    |
| Tottenham Hotspur | Inglaterra | 2000 - 2003 | 60       | 10    |
| Fenerbahçe        | Turquía    | 2003 - 2004 | 38       | 4     |
| West Ham United   | Inglaterra | 2004 - 2005 | 27       | 1     |
| Dinamo de Kiev    | Ucrania    | 2005 - 2008 | 53       | 20    |
| Rubin Kazán       | Rusia      | 2008 - 2009 | 31       | 5     |

### Como entrenador
| Club                 | País                   | Año         |
| -------------------- | ---------------------- | ----------- |
| Dinamo de Kiev       | Ucrania                | 2014 - 2017 |
| Al-Ahli              | Arabia Saudí           | 2017 - 2018 |
| Ferencváros          | Hungría                | 2018 - 2021 |
| Al-Ain               | Emiratos Árabes Unidos | 2021 - 2023 |
| Selección de Ucrania | Ucrania                | 2023 -      |

## Palmarés

### Como jugador

#### Campeonatos nacionales
| Título                  | Club           | País    | Año     |
| ----------------------- | -------------- | ------- | ------- |
| Liga Premier de Ucrania | Dinamo de Kiev | Ucrania | 1992-93 |
| Copa de Ucrania         | Dinamo de Kiev | Ucrania | 1992-93 |
| Liga Premier de Ucrania | Dinamo de Kiev | Ucrania | 1993-94 |
| Liga Premier de Ucrania | Dinamo de Kiev | Ucrania | 1994-95 |
| Liga Premier de Ucrania | Dinamo de Kiev | Ucrania | 1995-96 |
| Copa de Ucrania         | Dinamo de Kiev | Ucrania | 1995-96 |
| Liga Premier de Ucrania | Dinamo de Kiev | Ucrania | 1996-97 |
| Liga Premier de Ucrania | Dinamo de Kiev | Ucrania | 1997-98 |
| Copa de Ucrania         | Dinamo de Kiev | Ucrania | 1997-98 |
| Liga Premier de Ucrania | Dinamo de Kiev | Ucrania | 1998-99 |
| Copa de Ucrania         | Dinamo de Kiev | Ucrania | 1998-99 |
| Liga Premier de Ucrania | Dinamo de Kiev | Ucrania | 1999-00 |
| Copa de Ucrania         | Dinamo de Kiev | Ucrania | 1999-00 |
| Superliga de Turquía    | Fenerbahçe     | Turquía | 2003-04 |
| Copa de Ucrania         | Dinamo de Kiev | Ucrania | 2005-06 |
| Supercopa de Ucrania    | Dinamo de Kiev | Ucrania | 2006    |
| Liga Premier de Ucrania | Dinamo de Kiev | Ucrania | 2006-07 |
| Copa de Ucrania         | Dinamo de Kiev | Ucrania | 2006-07 |
| Liga Premier de Rusia   | Rubin Kazán    | Rusia   | 2008    |
| Liga Premier de Rusia   | Rubin Kazán    | Rusia   | 2009    |

### Como entrenador

#### Campeonatos nacionales
| Título                  | Club           | País                   | Año     |
| ----------------------- | -------------- | ---------------------- | ------- |
| Copa de Ucrania         | Dinamo de Kiev | Ucrania                | 2013-14 |
| Liga Premier de Ucrania | Dinamo de Kiev | Ucrania                | 2014-15 |
| Copa de Ucrania         | Dinamo de Kiev | Ucrania                | 2014-15 |
| Liga Premier de Ucrania | Dinamo de Kiev | Ucrania                | 2015-16 |
| Supercopa de Ucrania    | Dinamo de Kiev | Ucrania                | 2016    |
| Nemzeti Bajnokság I     | Ferencvárosi   | Hungría                | 2018-19 |
| Nemzeti Bajnokság I     | Ferencvárosi   | Hungría                | 2019-20 |
| Nemzeti Bajnokság I     | Ferencvárosi   | Hungría                | 2020-21 |
| UAE Pro League          | Al-Ain         | Emiratos Árabes Unidos | 2021-22 |
| Copa de Liga            | Al-Ain         | Emiratos Árabes Unidos | 2021-22 |